# Jul igen hos Julofsson
Jul igen hos Julofsson var en programserie som sändes i SVT:s "jullovsmorgon" som sändes 24 december 1980-6 januari 1981.  Huvudrollerna som familjen Julofsson spelades det första året av Ulf Brunnberg (pappa Julle), Margaretha Byström (mamma Jullan), Louise Raeder (dottern Julia) och Stefan Grybe (sonen Julius). Följande år hade mamman lämnat familjen och ersatts av Lottie Ejebrant, i rollen som moster Olga. Manusförfattare var Ingemar Unge 1980 och Sven Melander 1981. Serier som Rackarungar och Karl-Alfred visades i programmet. Greve Dracula dyker upp i Ingvar Kjellsons gestaltning. Flera medverkande är Peter Harryson och Bert-Åke Varg. Regi av Christer Björkvall.

### Fotnoter
1. ↑  ”Svensk mediedatabas”. http://smdb.kb.se/catalog/search?q=%22Jul+igen+hos+Julofsson%22+typ%3Atv&sort=OLDEST. Läst 1 april 2011.